# NaNa – Hannoversche Wochenschau
Die NaNa – Hannoversche Wochenschau war eine regionale deutsche Wochenzeitung für den Landkreis Hannover; sie griff kulturelle aber auch politische Themen auf.

## Geschichte
Mitinitiator und Redakteur war Goetz Buchholz, Mitherausgeber und Ressortleiter Kultur Jens Thomsen. Der Sitz befand sich in der Odeonstraße 2 in Hannover. Die NaNa erschien erstmals am Donnerstag, den 22. April 1982 und nach 50 Ausgaben letztmals am Donnerstag, den 7. April 1983, der Verkaufspreis betrug 1,50 DM je Exemplar. Die Einstellung des Erscheinens erfolgte aus finanziellen Gründen. Bereits in der Ausgabe Nr. 36 vom 23. Dezember 1982 versuchte die NaNa-Geschäftsführung stille Gesellschafter anzuwerben. Unter dem Motto GOLD FÜR NaNa sollten Anteile zu je 500 DM an potentielle Kapitalanleger verkauft werden.
Außer der Kieler Rundschau und der Hamburger Rundschau waren auch die Heidelberger Rundschau und die Karlsruher Rundschau Schwesterblätter.

## Inhalte (Auswahl)
- Manfred Kohrs – Portrait eines Künstlers – Manfreds Bilder fahren Straßenbahn Nr. 36, 23. Dezember 1982.
- Rainer Marwedel, Theodor Lessing: Ein Botaniker und Zoologe der Menschheitsgeschichte. 6. Januar 1983.
- Lothar Pollähne: Neofaschismus im Unterricht. Geschichtsfälschungen korrigiert. 10. März 1983.